# Macromia fulgidifrons
Macromia fulgidifrons är en trollsländeart som beskrevs av Wilson 1998. Macromia fulgidifrons ingår i släktet Macromia och familjen skimmertrollsländor. Inga underarter finns listade i Catalogue of Life.